# Acsalag
Acsalag (en serbocroata: Ačologa) es un pueblo húngaro perteneciente al distrito de Csorna en el condado de Győr-Moson-Sopron, con una población en 2013 de 505 habitantes.
Se conoce su existencia desde 1696, cuando se cita con el nombre de Acsalagh. Se desarrolló a finales del siglo XVII como punto elevado en una zona pantanosa, lo que provocó que durante mucho tiempo solo se pudiera acceder a la localidad en barca. Entre 1973 y 1990 fue considerado un barrio de Bősárkány.
Se ubica unos 10 km al noroeste de la capital distrital Csorna.